# Komnen Andrić
Komnen Andrić (Baljevac na Ibru, 1. srpnja 1995.) je srbijanski nogometaš koji igra na poziciji napadača. Trenutačno igra za gruzijski klub Torpedo Kutaisi.

## Klupska karijera
Dana 27. veljače 2013. godine, debitirao je za seniorski sastav Radničkog protiv Rada. Svoj prvi pogodak postigao je 17. kolovoza 2013. u pobjedi (2:1) protiv Napretka iz Kruševca.
U srpnju 2016. godine, Andrić je potpisao za portugalski Belenenses. Tamo se nije uspio izboriti za prvi sastav, pa ga je klub odlučio poslati na posudbu u litvanski Žalgiris s opcijom kupnje pri isteku posudbe. U Žalgirisu nije zadovoljio jer je u devet nastupa uspio samo jednom postići pogodak.
Dana 31. kolovoza 2017. godine, Andrić je potpisao za hrvatski klub Inter iz Zaprešića. U dvije sezone s Interom dogurao je do statusa kapetana pod vodstvom trenera Samira Toplaka. Tako je postao prvi srpski nogometaš koji je bio kapetan u jednom hrvatskom klubu. U sezoni 2018./19. bio je najbolji strijelac hrvatske lige na polusezoni. To nije prošlo nezapaženo pa ga je u kolovozu 2018. doveo višestruki prvak Hrvatske, Dinamo Zagreb. 
Dana 19. siječnja 2019. godine, potpisao je petogodišnji ugovor s Dinamom. Postao je prvi srpski nogometaš koji je igrao u Dinamu. Dana 24. veljače 2019. godine, Andrić je postigao svoj prvi pogodak u pobjedi (3:0) protiv Osijeka.
Dana 16. listopada 2020. godine, poslan je na jednogodišnju posudbu u ruskog prvoligaša FK Ufa. Dana 25. listopada 2020. godine, debitirao je za ruski klub u porazu (3:1) protiv Ahmat Grozni. Svoj prvi ligaški pogodak postigao je 1. studenoga 2020. godine, u porazu (1:2) od Urala iz Ekaterinburga. Dana 20. svibnja 2021. Ufa je objavila da neće kupiti Andrića od Dinama.

## Reprezentativna karijera
Andrić je za U-20 reprezentaciju Srbije skupio dva nastupa i pritom postigao jedan pogodak. Za seniorsku momčad još nije skupio službeni nastup.

## Priznanja

### Klupska
Žalgiris
- Litavski nogometni kup (1): 2017.

Dinamo Zagreb
- 1. HNL (2): 2018./19., 2021./22.
- Hrvatski nogometni superkup (1): 2022.

## Vanjske poveznice
- Komnen Andrić na transfermarkt.com (engl.)
- Komnen Andrić na soccerway.com (engl.)